# Bio-MEMS
Bio-MEMS е абревиатура за биомедицински (или биологични) микроелектромеханични системи. Bio-MEMS се припокриват в значителна степен и понякога се считат за синоними на „лаборатория върху чип“ (LOC) и „микросистеми за цялостен анализ“ (μTAS). Bio-MEMS обикновено са по-фокусирани върху механични части и технологии за микропроизводство, пригодени за биологични приложения. От друга страна, лабораторията върху чип се занимава с миниатюризация и интегриране на лабораторни процеси и експерименти в единични (често микрофлуидни) чипове. В това определение устройствата „лаборатория върху чип“ нямат строго биологични приложения, въпреки че повечето от тях имат или могат да бъдат адаптирани за биологични цели. По подобен начин системите за микрообхватен анализ може да нямат за цел биологични приложения и обикновено са предназначени за химичен анализ. Широкото определение за био-MEMS може да се използва за обозначаване на науката и технологията на работа в микромащаб за биологични и биомедицински приложения, които могат да включват или да не включват електронни или механични функции. Интердисциплинарният характер на био-MEMS съчетава материалознание, клинични науки, медицина, хирургия, електроинженерство, машиностроене, оптично инженерство, химично инженерство и биомедицинско инженерство. Някои от основните ѝ приложения включват геномика, протеомика, молекулярна диагностика, диагностика в точката на обслужване, тъканно инженерство, анализ на единични клетки и имплантируеми микроустройства.

## История
През 1967 г. С. Б. Картър съобщава за използването на паладиеви острови, изпарени в сянка, за прикрепване на клетки. След това първо изследване на био-MEMS, последващото развитие в областта е бавно в продължение на около 20 години. През 1985 г. Unipath Inc. пуска на пазара ClearBlue – тест за бременност, използван и до днес, който може да се счита за първото микрофлуидно устройство, съдържащо хартия, и за първия микрофлуиден продукт, пуснат на пазара. През 1990 г. Андреас Манц и Х. Майкъл Видмер от Ciba-Geigy (сега Novartis), Швейцария, за първи път използват термина микросистема за тотален анализ (μTAS) в своя фундаментален доклад, в който предлагат използването на миниатюрни системи за тотален химичен анализ за химични сензори. Концепцията за μTAS се основава на три основни мотивационни фактора. Първо, откриването на лекарства през последните десетилетия до 90-те години на миналия век беше ограничено поради времето и разходите за паралелно провеждане на много хроматографски анализи на макроскопично оборудване. Второ, проектът за човешкия геном (HGP), който започна през октомври 1990 г., създаде търсене на подобрения в капацитета за секвениране на ДНК. По този начин капилярната електрофореза се превърна във фокус за разделяне на химикали и ДНК. На трето място, DARPA към Министерството на отбраната на САЩ подкрепи редица програми за микрофлуидни изследвания през 90-те години на миналия век, след като осъзна, че има нужда от разработване на микросистеми, които да могат да се разгръщат на място, за откриване на химически и биологични агенти, които са потенциална военна и терористична заплаха. Изследователите започнаха да използват фотолитографско оборудване за микропроизводство на микроелектромеханични системи (МЕМС), наследено от микроелектронната промишленост. По онова време приложението на MEMS в биологията беше ограничено, тъй като тази технология беше оптимизирана за силициеви или стъклени пластини и използваше фоторезисти на основата на разтворители, които не бяха съвместими с биологични материали. През 1993 г. Джордж М. Уайтсайдс, химик от Харвард, въвежда евтино микропроизводство на базата на PDMS и това прави революция в областта на био-MEMS. Оттогава насам областта на био-MEMS се разрасна. Избрани основни технически постижения по време на развитието на био-MEMS през 90-те години на миналия век включват:
През 1991 г. е разработен първият олигонуклеотиден чип
През 1998 г. са разработени първите твърди микроигли за доставяне на лекарства
През 1998 г. е разработен първият чип за полимеразна верижна реакция с непрекъснат поток
През 1999 г. за първи път е демонстрирано използването на хетерогенни ламинарни потоци за селективно третиране на клетки в микроканали
Днес хидрогелове като агарозата, биосъвместими фоторезисти и самосглобяване са ключови области на изследвания за подобряване на био-MEMS като заместители или допълнения към PDMS.